# Ceas astronomic

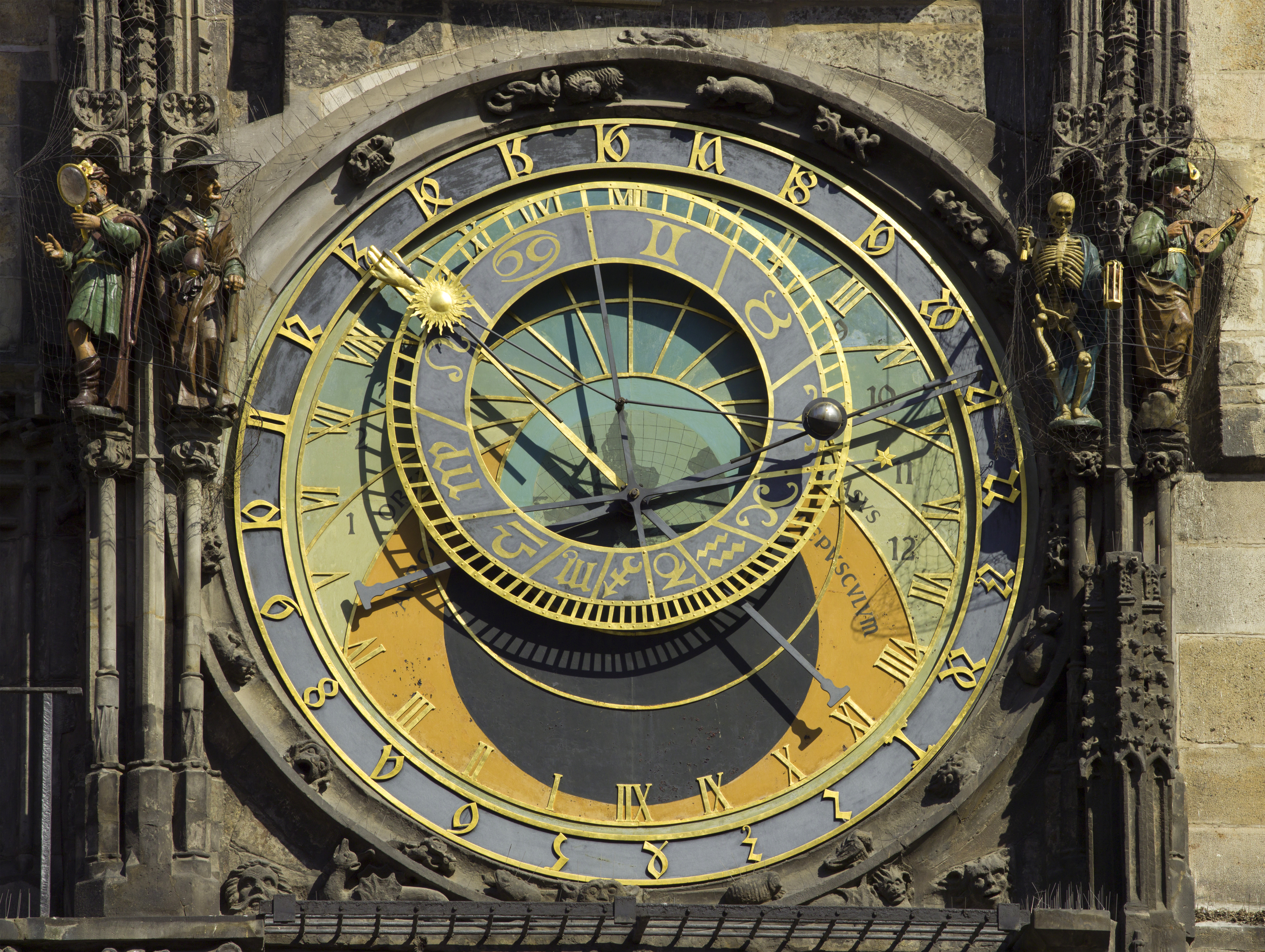
Ceasul astronomic din Praga

Un ceas astronomic afișează, pe lângă indicația timpului (ora, minutul și secunda), și pe cea a pozițiilor principalelor corpuri cerești, a anotimpurilor, a fazelor Lunii etc.
În general, termenul face referire la orice ceas care afișează, în afară de oră, informații astronomice, printre care pozițiile relative ale Soarelui, ale Lunii, ale constelațiilor Zodiacului, planetele cele mai strălucitoare, precum și tot felul de informații ciclice ca durata zilei și a nopții, vârsta și fazele Lunii, data eclipselor (prin indicarea nodurilor lunare), Paștile și alte sărbători religioase, data și ora mareelor, ora solară, timpul sideral, data solstițiilor, o hartă a cerului etc. Ceasurile solare sunt uneori agrementate de tot felul de simboluri religioase, culturale, artistice sau științifice, chiar și automate / roboți.  
Cele mai multe astfel de ceasuri au fost construite în Antichitate și în Evul Mediu.
În Europa, printre cele mai cunoscute sunt Ceasul astronomic din Praga și cel din Catedrala Notre-Dame din Strasbourg.